# Kommandeurinseln

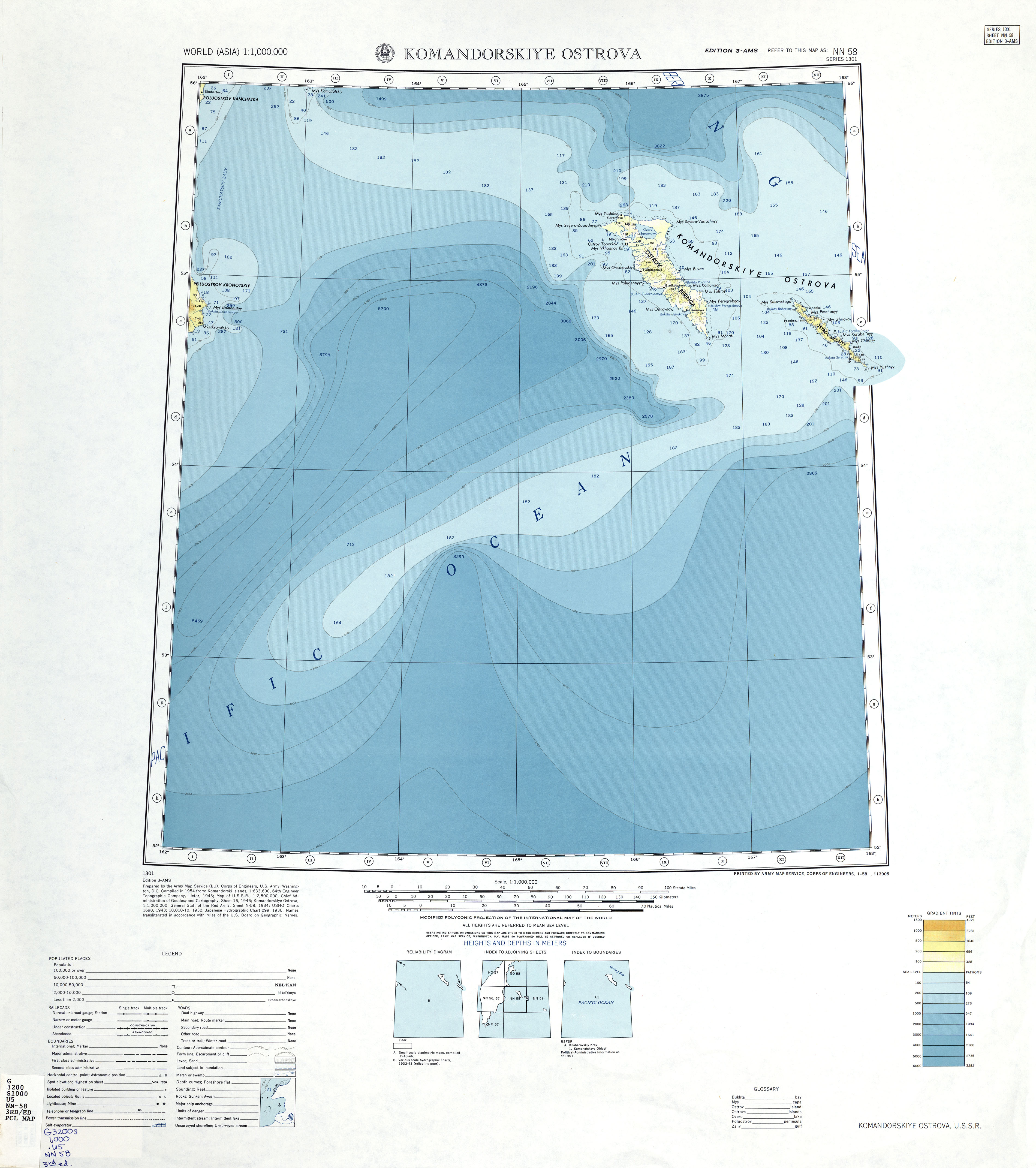
Detailkarte mit Kommandeurinseln

Die Kommandeurinseln (russisch Командорские острова/Komandorskije ostrowa, daher auch als Komandorski-Inseln bekannt) sind eine zu Russland gehörige Inselgruppe zwischen Nordamerika und Asien am Südrand des Beringmeers im Nordpazifik.

## Geographie
Die Inselgruppe im Fernen Osten Russlands östlich der Halbinsel Kamtschatka stellt geologisch den westlichsten Teil des Aleuten-Kommandeur-Inselbogens dar. Die Entfernung zur nächstgelegenen Aleuteninsel Attu beträgt allerdings 335 Kilometer in Richtung Osten. Aleuten und Kommandeurinseln bilden die natürliche Abgrenzung des Beringmeers zum offenen Pazifik.
Die Landfläche aller Kommandeurinseln zusammen beträgt 1848 km². Die beiden Hauptinseln Beringinsel (1660 km²) und Medny (186 km²) machen davon 99,9 % aus.
Verwaltungstechnisch bilden die Kommandeurinseln den Rajon Aleutski (Aleuten-Rajon) der russischen Region Kamtschatka. Verwaltungszentrum ist Nikolskoje auf der Beringinsel.

## Landschaftsbild
Die recht gebirgige Inselgruppe, die nur eine spärliche Vegetation aufweist, ist vulkanischen Ursprungs und gehört zum nördlichen Teil des Pazifischen Feuerrings. Die Vulkane auf den Inseln sind jedoch nicht aktiv. Der einzige nachgewiesene Vulkanausbruch der letzten 10.000 Jahre im Umfeld der Inseln ereignete sich am Vulkan Piip etwa 5050 v. Chr. auf dem Meeresgrund rund 50 Kilometer nordöstlich der Beringinsel.
Im Norden fällt das Gelände der Inselgruppe recht steil in das bis zu 4096 m tiefe Seebecken des Beringmeers ab, im Süden schließt sich der langgestreckte und bis zu 7822 m tiefe Aleutengraben im eigentlichen Pazifischen Ozean an. Dieser Graben ist ein Teil der Subduktionszone, in der sich die Pazifische Platte langsam unter die Nordamerikanische Platte schiebt. Diese Subduktion ist die Ursache für häufig auftretende Erdbeben als auch für den Vulkanismus der Inseln.

## Geschichte

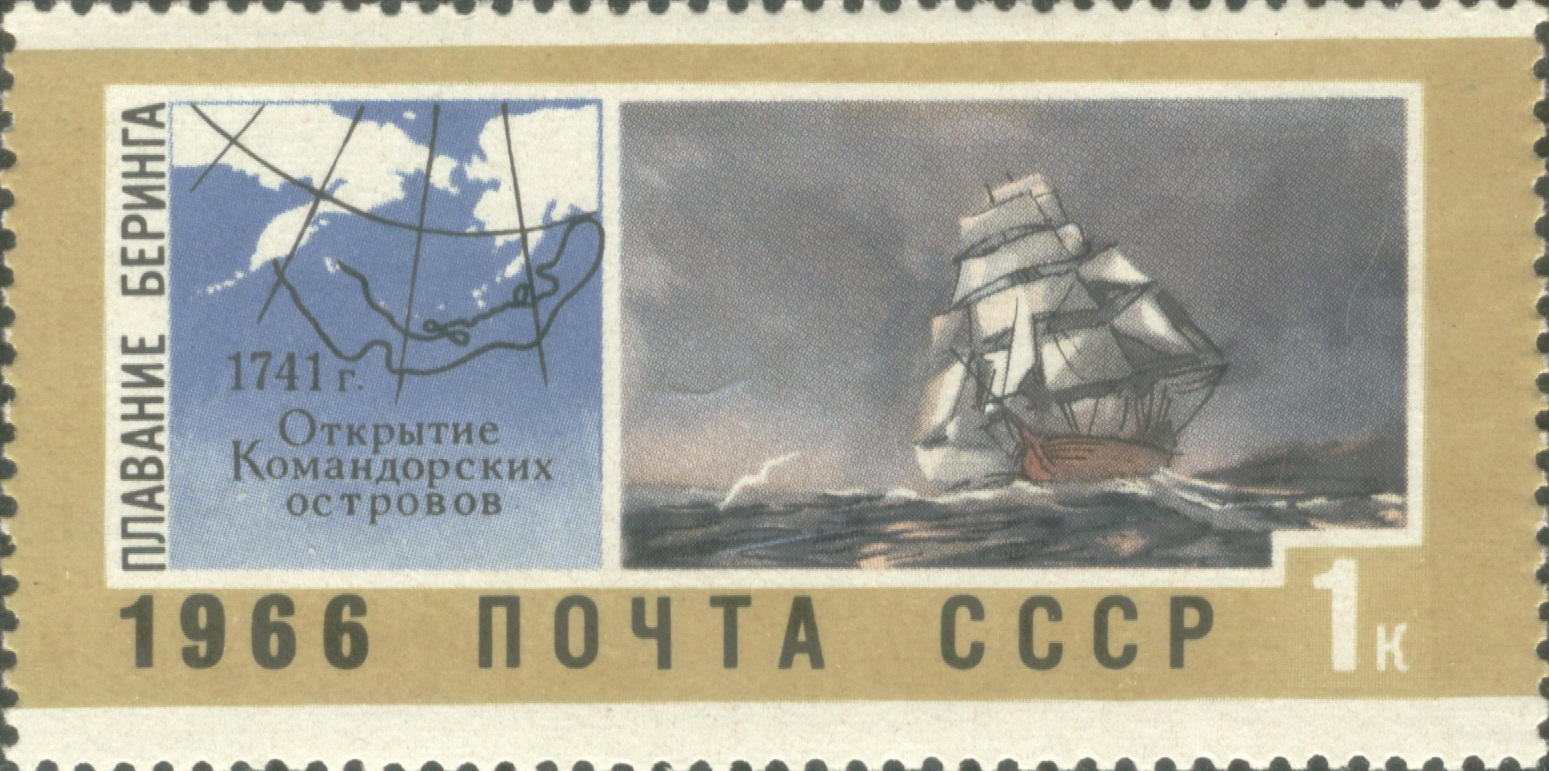
Sowjetische Briefmarke von 1966 zur Erinnerung an die Entdeckung der Kommandeurinseln 1741

Die Kommandeurinseln wurden 1741 von Vitus Bering im Zuge der Zweiten Kamtschatkaexpedition mit den zwei Schiffen St. Paul und St. Peter entdeckt. Auf dem Rückweg von Alaska nach Kamtschatka geriet die St. Peter in einen schweren Sturm und strandete an der Küste der Awatscha-Insel, die später zu seinen Ehren in Beringinsel umbenannt wurde. Aufgrund immer schlechter werdenden Wetters war Bering mit seiner Mannschaft gezwungen, auf dieser Insel zu überwintern. Am 19. Dezember 1741 starb Vitus Bering dort vermutlich an Entkräftung und Kälte. 18 weitere Besatzungsmitglieder überlebten diese Überwinterung ebenfalls nicht.
Auf den ursprünglich unbewohnten Inseln wurden um 1825 durch die Russisch-Amerikanische Kompagnie aleutische Einwanderer zur Pelztierjagd angesiedelt. Die Siedler kamen vorrangig von den Aleuten-Inseln Attu und Atka. Nach und nach folgten auch russische Einwanderer. Die Bevölkerung heute umfasst 654 Einwohner, wovon grundsätzlich alle in der einzigen Siedlung Nikolskoje auf der Beringinsel leben.
Ca. 160 km südlich der Inselgruppe fand am 27. März 1943 ein als Seeschlacht bei den Komandorski-Inseln bezeichnetes Gefecht zwischen japanischen und amerikanischen Marinestreitkräften statt.

## Tourismus
Am 23. April 1993 erklärte die Regierung der Russischen Föderation alle Kommandeurinseln sowie das umliegende Aquatorium zum Naturreservat mit einer Gesamtfläche von 3.648.679 Hektar (davon sind 95 % Wasserfläche). Es ist als Biosphärenreservat eingestuft.
Von Zeit zu Zeit laufen Kreuzfahrtschiffe die Inseln an.